# Awaria zasilania

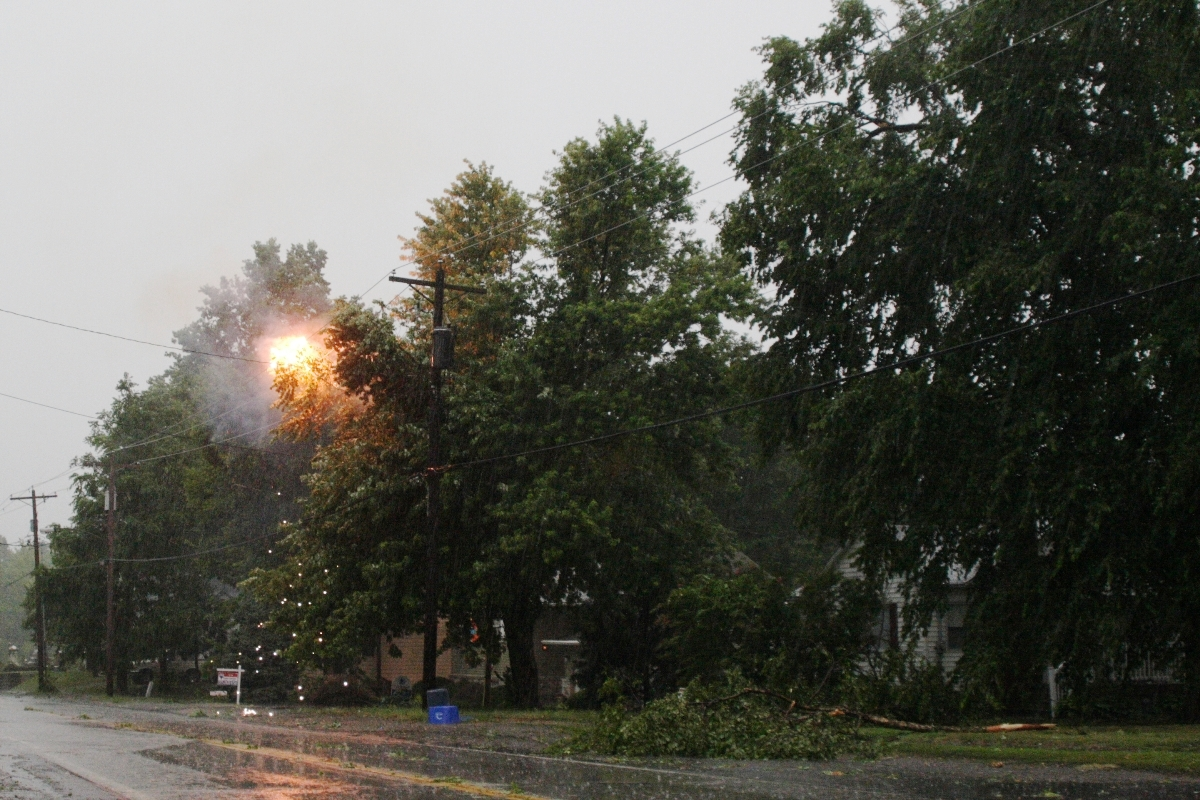
Zwarcie spowodowane przez gałęzie drzew w czasie burzy

Awaria zasilania – długotrwały zanik lub odchylenie napięcia w komercyjnej sieci dystrybucyjnej energii elektrycznej.

## Blackout
Nagła, poważna awaria systemu elektroenergetycznego powodująca dłuższą przerwę w dostawie energii (czego skutkiem jest m.in. wygaśnięcie oświetlenia) na znacznym obszarze nazywana jest blackoutem.
Każda awaria typu blackout ma inne przyczyny, ale można mówić o schemacie dochodzenia do blackoutu. W wyniku sekwencji kilku przypadkowych zdarzeń (awarie sieciowe, wyłączenia elektrowni, ekstremalne warunki atmosferyczne) dochodzi do przekroczenia krytycznych wartości podstawowych parametrów technicznych pracy systemu (częstotliwość, napięcie), automatycznego odłączenia się od sieci elektrowni i utraty napięcia na całym obszarze objętym zakłóceniem.
Szczególnym przypadkiem awarii zasilania jest brownout – obniżenie parametrów jakościowych prądu (spadek napięcia w sieci i częstotliwości prądu).